# Bătălia de la Hwangsanbeol
Bătălia de la Hwangsanbeol este bătălia decisivă pe care armata regatului coreean Silla o duce pentru cucerirea Baekje. În anul 660 forțele unite ale Sillei și Imperiului Tang atacă Baekje, iar la Hwangsanbeol (astăzi Nonsan, Coreea de Sud) are loc înfruntarea dintre marii generali ai celor două regate rivale: Kim Yu-sin din partea Sillei și Gyebaek din partea Baekje. 
Kim Yu-sin din Silla pornise cu cincizeci de mii de persoane să se întâlnească cu armata dinastiei Tang (dimensiune aproximativă de 122.711 până la 130.000 de oameni) care era expediată peste mare. Când regele Uija a auzit de această criză, pierde deja sprijinul miniștrilor săi și reușește să adune doar cinci mii de oameni. El îl numește rapid pe generalul Gyebaek comandant al forțelor armate și îl trimite să-l înfrunte pe Kim Yu-sin în luptă. 
Armata Baekje a sosit prima la Hwangsanbeol. Gyebaek și-a așezat tabăra și și-a îmbărbătat trupele cu un discurs eroic. El le-a amintit soldaților de armatele din antichitate când Goujian a învins o forță de șapte sute de mii de soldați cu doar cinci mii. În urma acestui discurs forțele Baekje și-au recăpătat forțele și s-au pregătit pentru o confruntare cu regatul Silla. 
Silla atacă timp îndelungat linia de apărare dușmană, având un număr de soldați de 10 ori mai mare decât Baekje. Armata lui Gyebaek rezistă eroic multor bătălii și câștigă de 5 ori. Forțele Sillei își pierd treptat moralul, iar generalul Kim Pumil îl trimite pe fiul său tânăr și pe Hwarang și Gwanchang să iasă singuri și să lupte cu inamicul. Gwanchang este capturat de forțele Baekje la început și eliberat de Gyebaek. Tânărul Hwarang se întoarce apoi în tabăra Sillei doar pentru a ataca din nou inamicul. Gyebaek îl capturează încă o dată și, pentru că își respectă tânărul inamic, îl execută pe Gwanchang și îi trimite cadavrul în tabăra Sillei.
Prin martiriul lui Gwanchang, moralul și dorința de răzbunare a forțelor Sillei revine și Kim Yu-sin ordonă un atac complet asupra forțelor Baekje în scădere. În cele din urmă, armata Sillei a lui Kim Yu-sin câștigă și Gyebaek este omorât, iar Baekje este cucerit. Kim va declara mai târziu că dușmanul său era un om de onoare și curaj.
În urma acestor evenimente independența regatului coreean va dispărea, iar capitala Sabi, împreună cu regele Uija, va cădea în mâinile Imperiului Tang.

## Reprezentare modernă
Armata de 5.000 de oameni a regatului Baekje a fost învinsă de o armată de 50.000 de persoane din Silla condusă de generalul Kim Yu-sin. Există un film coreean de comedie/război despre această bătălie numit Once Upon a Time in a Battlefield (hangul: 황산벌; RR: Hwangsanbul), cu Park Joong-hoon și Jung Jin-young. Există, de asemenea, drame coreene numite Gyebaek (serial TV) și Secretele de la palat (serial TV) care abordează viața lui Kim Yu-Sin și Gye Baek, dinainte de război și subjugarea regatului Baekje.
În timpul festivalului Baekje, desfășurat în Buyeo și în alte părți, a avut loc o reconstituire în 2008 a bătăliei care s-a petrecut în parcul din Nonsan de-a lungul râului.